# Michele Dancelli
Michele Dancelli, född 8 maj 1942 i Castenedolo, Lombardiet, är tidigare tävlingscyklist från Italien. Han var professionell mellan 1963 och 1976.

## Karriär
Hans främsta meriter är vinster i Milano-Sanremo (1970), La Flèche Wallonne (1966), tre raka segrar i Giro dell'Appennino mellan 1965 och 1967, två segrar i Trofeo Laigueglia (1968 och 1970). Han vann också elva etapper i Giro d'Italia och en etapp på Tour de France 1969.
Två gånger under sin karriär slutade han trea i världsmästerskapens linjelopp 1968 och 1969. Under världsmästerskapen i Imola 1968 slutade han trea bakom italienaren Vittorio Adorni, som vann, och belgaren Herman Vanspringel. Ett år senare i den belgiska staden Zolder slutade han trea bakom nederländaren Harm Ottenbros och belgaren Julien Stevens.

## Främsta meriter
1963
 Italien Nationsmästerskapen - linjelopp (amatör)
1964
Gran Premio Industria e Commercio di Prato
Corsa Coppi
1965
Giro del Veneto
Giro dell'Appennino
GP de Cannes
Gran Premio Industria e Commercio di Prato
 Italien Nationsmästerskapen - linjelopp
Giro di Campania
GP Montelupo
Coppa Placci
Giro dell'Emilia
1966
Giro del Lazio
Giro del Veneto
Giro dell'Appennino
Giro della Provincia di Reggio Calabria
 Italien Nationsmästerskapen - linjelopp
La Flèche Wallonne
1967
Coppa Sabatini
Giro dell'Appennino
Giro della Provincia di Reggio Calabria
Gran Premio Industria e Commercio di Prato
Giro d'Italia:
Segrare av etapperna 3 och 15
Giro dell'Emilia
Corsa Coppi
1968
Giro della Provincia di Reggio Calabria
Trofeo Laigueglia
Paris-Luxembourg
1969
GP Cemab
Giro d'Italia:
Segrare av etapp 9
Tour de France:
Segrare av etapp  8B
1970
Giro del Lazio
Trofeo Laigueglia
Milano-Sanremo